# Centralwings
La Centralwings era una compagnia aerea low cost nata nel 2004 in Polonia.

## Composizione societaria
La Centralwings era sussidiaria della Polskie Linie Lotnicze LOT la compagnia di bandiera polacca, operava principalmente dall'Aeroporto di Varsavia-Okęcie, dall'Aeroporto di Cracovia-Balice e dall'Aeroporto di Łódź-Lublinek. Ha cessato l'attività nel 2009.

## Flotta
Alla data di febbraio 2007 la flotta centralwings risultava composta come segue:
- 3 Boeing 737-300
- 5 Boeing 737-400

## Accordi commerciali
- Aegean Airlines